# Germignaga
Germignaga település Olaszországban, Varese megyében. Lakosainak száma 3693 fő (2023. január 1.). Germignaga Brissago-Valtravaglia, Luino, Montegrino Valtravaglia, Brezzo di Bedero és Cannero Riviera községekkel határos.

## Népesség
A település népességének változása:
| Lakosok száma | 3886 | 3929 | 3693 |
|               | 2017 | 2018 | 2023 |